# Авер'янов Георгій Борисович
Гео́ргій Бори́сович Авер'я́нов — (17 листопада 1930, село Біляївка, тепер місто Біляївського району Одеської області — 4 червня 1991, Харків) — український віолончеліст, педагог, професор, ректор Харківського інституту мистецтв, заслужений діяч мистецтв УРСР (з 1981).

## Біографія
Закінчив 1955 Одеську консерваторію.
1958 закінчив аспірантуру при Київській консерваторії (клас Г. Пеккера та Г. Васильєва).
У 1953—1955 — викладав в Одеській музичній школі-десятирічці.
У 1958—1959 — старший викладач Львівської консерваторії.
З 1959 викладає у Харківському інституті мистецтв імені Івана Котляревського (з 1976 — ректор, з 1984 — професор). Одночасно викладав у Харківській спеціалізованій музичній школі.
Помер у Харкові, де й похований.

## Педагогічна діяльність
Серед вихованців Георгія Авер'янова: В. Мальцев, Н. Клочко, В. Кругляков, С. Розсоха, А. Єздаков, О. Шапіро, М. Безрозум, М. Авер'янова.

## Творча діяльність
Георгій Авер'янов заснував і очолював ансамбль віолончелістів Харківського інституту мистецтв. Виступав із сольними концертами у Києві, Львові, Москві, Одесі, Харкові і як соліст симфонічного оркестру. Грав у складі струнного квартету Львівської консерваторії, тріо Харківського інституту мистецтв.
Авер'янов — першим виконав концерти для віолончелі і оркестру В. Губаренка і Д. Клебанова, які видані під його редакцією.

## Вшанування пам'яті
Пам'яті Георгія Авер'янова присвячена «Лірична музика» для віолончелі і камерного оркестру І. Ковача, 1991; 2-а соната для віолончелі і фортепіано В. Бібика, 1992; соната для віолончелі і фортепіано «Pro memoria» A. Гайденка, 1994.